# Ramón Martín Huerta
Ramón Martín Huerta (San Juan de los Lagos, Jalisco; 24 de enero de 1957-Xonacatlán, Estado de México; 21 de septiembre de 2005) fue un político mexicano, miembro del Partido Acción Nacional. Fue gobernador de Guanajuato de 1999 a 2000 y secretario de Seguridad Pública durante el gobierno del presidente Vicente Fox desde 2004 hasta su muerte en 2005.
Estudió administración de empresas en la Universidad del Bajío, campus León.

## Muerte
Martín Huerta falleció el 21 de septiembre de 2005, cuando el helicóptero Bell 412-EP mátricula XC-PFI en el que se dirigía a abanderar a los nuevos custodios del penal de máxima seguridad La Palma (antes Almoloya), se estrelló en el paraje montañoso Llano Largo, La Cima o Cumbres Las Penas, cerca de San Miguel Mimiapan, en el municipio mexiquense de Xonacatlán.
Según los primeros peritajes la causa del siniestro fue que el piloto maniobró por un banco de niebla que le obligó a bajar su "techo de navegación" y desviarse, en esta maniobra perdió el contacto visual con el terreno y se impactó contra un cerro boscoso.
El informe pericial sobre el accidente fue clasificada por el gobierno federal como información reservada por 12 años, lo cual vino a acrecentar las sospechas generalizadas de que podría tratarse de un atentado perpetrado por grupos criminales. El aparato accidentado estaba en el medio de una controversia que involucraba a un ex comisionado de la Policía Federal Preventiva, quien fue acusado de adquirirlo de manera irregular.

### Investigaciones del accidente
Recientemente el IFAI ordenó a la PGR abrir parcialmente el expediente de la muerte de Ramón Martín Huerta para sustentar la versión oficial del accidente. Sin embargo, la fiscalía federal no cumplió y a juicio del IFAI cometió una serie de irregularidades mientras se analizaba si legalmente procedía la apertura del expediente, por lo que actualmente se lleva a cabo una investigación interna para deslindar responsabilidades y permitir que se abra al público parte de la averiguación previa.